# Macaque de Formose
Macaca cyclopis · Macaque de Taïwan
Espèce
Statut de conservation UICN

 LC  : Préoccupation mineure
Statut CITES
Le macaque de Formose ou macaque de Taïwan (Macaca cyclopis) est un macaque endémique de l'île de Taïwan en mers de Chine méridionale et orientale.

## Caractéristiques générales

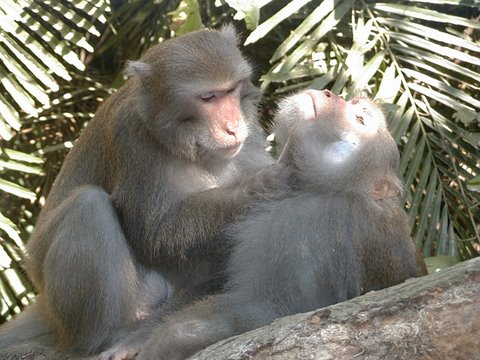
Deux mâles macaques de Taïwan en plein toilettage.

Son pelage est de couleur gris-brun sur le dos, la tête, les membres et la queue. Le torse et l'abdomen ainsi que les face internes des membres sont de couleur blanche. Sa face est légèrement pigmentée en rose saumon avec des nuances de gris. Il est morphologiquement, phylogénétiquement et comportementalement très proche du macaque rhésus, macaca mulatta qui occupe une large aire de répartition sur le continent asiatique. Il se distingue du macaque rhésus par une fourrure et une queue un peu plus longues. Les deux espèces ne sont probablement allopatriques (géographiquement isolées) que depuis la dernière glaciation soit environ 10 000 ans.

## Reproduction
Chez le macaque de Taïwan, en raison du climat tempéré, la reproduction est saisonnière. Les femelles n'ont pas de périodes œstrus toute l'année. Les accouplements ont lieu majoritairement de septembre à janvier. 97 % des naissances ont lieu entre avril et juin avec un pic de la mi-avril à la mi-mai. La mortalité infantile dans les 6 premiers mois de vie s'élève à 22,5 % (de 7 à 25 % selon les années) et n'est pas liée à la taille du groupe. Le taux de fécondité moyen est de 0,7 petit par femelle adulte et par an mais peut varier de 0,5 à 0,8 en fonction de la saison, plus ou moins favorable.
La norme est que les femelles ont un petit par an (88,5 % des femelles ont un intervalle de naissance d'un an, 11 % de deux ans et 1 % de trois ans).
Une forte proportion de femelles polythéliques (la polythélie se caractérise par un nombre de mamelles plus important que la normale) a été décrite chez cette espèce. Le pourcentage de naissances gémellaires est également important dans les groupes de macaques de Taïwan étudiés.

## Organisation sociale
Comme les autres espèces de macaques, la majorité des macaques de Formose vivent en groupes sociaux de 10 à 100 individus environ avec une taille moyenne de groupe se situant de 25 à 45 individus. Le taux de masculinité des groupes est proche de 1, les adultes représentant environ la moitié des individus constituant le groupe.
Les comportements affiliatifs entre membres du groupe, dans ce système social de type « despotique », présentent des variations temporelles au cours de l'année. Ceci est particulièrement saillant dans l'analyse des comportements de toilettage et de proximité entre mâles et femelles, qui sont maximaux lors de la saison de reproduction et qui chutent spectaculairement ensuite. Par opposition, les relations pacifiques femelle-femelle et mâle-mâle sont plus constantes au cours du temps.

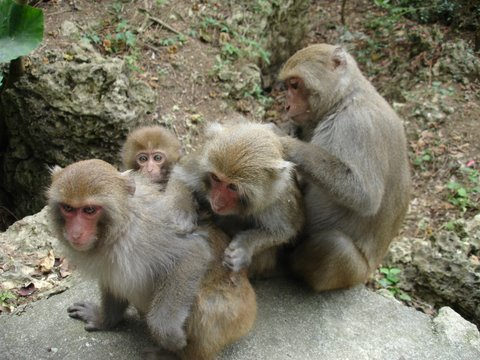
Une femelle toilette un membre de sa lignée.

Les mâles restent dans leur groupe natal jusqu'à l'âge de 5 à 6 ans puis émigrent soit pour devenir solitaires, soit pour intégrer une nouvelle troupe. Les mâles adultes solitaires représentent 5 % de la population totale. Ils interagissent avec les groupes essentiellement pendant la période de reproduction s'étalant de septembre à janvier. Ces interactions prennent le plus souvent la forme de conflits après du mâle alpha du groupe pour l'accès à une femelle en œstrus. Les blessures sont fréquentes et parfois graves. Les mâles nouvellement immigrés et les mâles subadultes forment parfois des coalitions en périphérie du groupe pouvant regrouper de 2 à 14 individus. Cependant, les mâles alpha arrivent généralement à les déplacer et à les maintenir en périphérie. 88 % des renversements de mâles alpha ont lieu pendant la saison de reproduction. La durée moyenne pendant laquelle un mâle parvient à se maintenir au rang alpha est de 16-17 mois avec une variation pouvant aller d'une semaine à 6 ans.  Les femelles adultes, quant à elles, demeurent toute leur vie dans leur groupe de naissance à l'exception d'une fission de celui-ci.
Des fissions de groupes ont été observées. Celles-ci s'étalent sur quelques semaines à quelques mois. Généralement un petit nombre d'individus s'isole de plus en plus du gros de la troupe. Les nouveaux groupes sont souvent composés de quelques femelles de bas rang dans la hiérarchie de dominance, de quelques juvéniles apparentés et d'un mâle adulte. D'autres mâles viennent ensuite rejoindre le groupe ainsi que quelques juvéniles.
Ce schéma de fission chez le macaque de Taïwan, dont le système social est de type « despotique », où une grosse troupe voit une petite portion de son effectif, essentiellement de bas rang social, se scinder est très différent de ce que l'on observe chez des macaques à système social plus « tolérant » comme les macaques des Célèbes, notamment bien décrit chez le macaque maure.
La dominance inter-groupes est étroitement dépendante du nombre de mâles et de femelles adultes plutôt que de la taille totale du groupe. Ainsi les groupes les plus nombreux imposent leur avantage pour l'utilisation de l'habitat sans souffrir d'une baisse de la natalité ou d'une hausse de la mortalité infantile. En revanche, de tels effets s'observent quand la proportion de femelles adultes augmente dans le groupe, favorisant de la sorte la compétition entre femelles adultes.

## Mensurations
Taille
- Longueur tête + corps :
  - Mâles : 450 à 550 mm
  - Femelles : 400 à 500 mm
- Longueur de la queue : 260 à 450 mm

Masse corporelle
- Mâles : 6 000 g
- Femelles : 4 950 g

## Habitat

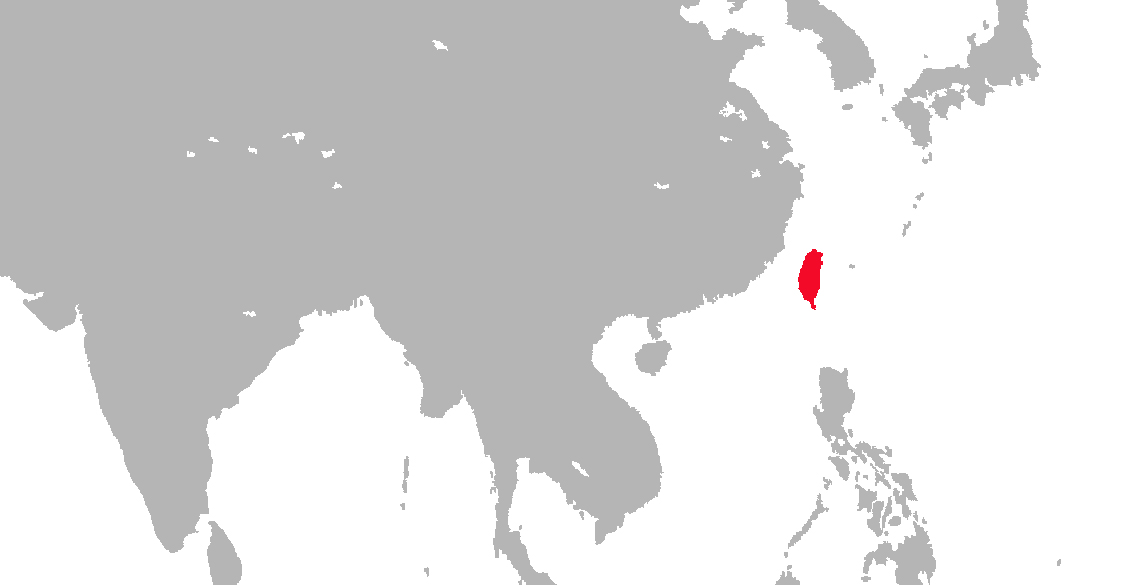
Répartition du macaque de Formose

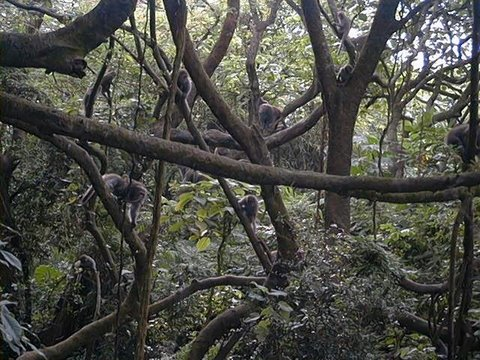
Macaques de Taïwan dans leur environnement naturel.

Depuis les prairies et zones cultivées de basse altitude aux forêts de bambous jusqu'aux forêts tempérées mixtes de conifères et de feuillus. Le macaque de Formose peut se rencontrer à Taïwan de 100 à 3 600 m même dans des zones très rocheuses et escarpées.

## Nutrition

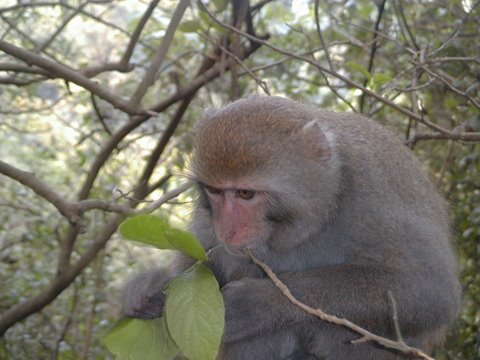
Macaque de Taïwan se nourrissant dans son biotope naturel.

Le macaque de Formose se nourrit de 51 espèces de plantes et consomme des insectes appartenant à 5 ordres. Ils allouent davantage de temps à se nourrir de fruits qu'à consommer d'autres parties végétales ou des insectes. En raison du climat tempéré de Taïwan, on note une variation saisonnière des habitudes alimentaires. Cette espèce ingère plus de fruits et d'insectes en été et davantage de feuilles et de tiges en hiver.
Chez cette espèce, il a aussi été rapporté une forme de géophagie qui consiste à consommer de la terre. Ce comportement a été décrit chez une quarantaine d'espèces de primates. Différentes hypothèses sont avancées pour expliquer de tels comportements. Les deux principales pistes résident dans la complémentation en éléments minéraux du régime alimentaire et la résolution de troubles gastro-intestinaux.
Les femelles macaques de Taïwan, entre elles, exercent un taux d'agression plus important en contexte d'alimentation qu'en dehors des phases d'alimentation. Pendant la recherche de nourriture, le taux moyen d'interactions conflictuelles est de 0,3 événement par heure. L'antagonisme est particulièrement fort au printemps et à l'été auprès des fruits ou des parties reproductives des plantes mais beaucoup moins marqué l'hiver où la nourriture se trouve éparpillée au sol. Les conflits autour de petites ressources alimentaires aboutissent au départ de la plus dominée.

## Population

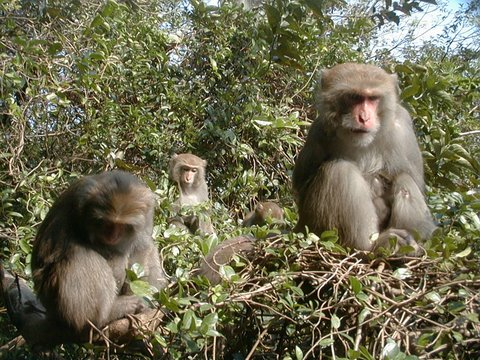
La population du Mont Longevity à Taïwan.

La densité de la population du Mont Longevity sur la côte sud-ouest de Taïwan était de 26 singes/km² en 1997. Les données concernant d'autres populations ainsi que la tendance démographique sont peu documentées.
Cette espèce est classée parmi les espèces vulnérables par l'UICN, notamment en raison de la fragmentation de l'habitat et de l'urbanisation de l'écosystème insulaire de Taïwan.

### Sources externes
- (en) CITES : Macaca cyclopis (Swinhoe, 1863)  (+ répartition sur Species+) (consulté le 22 mai 2015)
- (fr) CITES : taxon  Macaca cyclopis (sur le site du ministère français de l'Écologie) (consulté le 22 mai 2015)
- (en) UICN : espèce Macaca cyclopis (Swinhoe, 1863) (consulté le 22 mai 2015)
- (en) Fonds documentaire ARKive : Macaca cyclopis